# Astral Weeks
| 전문가 평가                   | 전문가 평가 |
| 평가 점수                     | 평가 점수   |
| 출처                          | 점수        |
| ----------------------------- | ----------- |
| AllMusic                      | [ 1 ]       |
| Encyclopedia of Popular Music | [ 2 ]       |
| The Independent               | [ 3 ]       |
| MusicHound Rock               | 5/5         |
| Pitchfork                     | 10/10       |
| Rolling Stone                 | [ 6 ]       |
| The Rolling Stone Album Guide | [ 7 ]       |
| RTÉ                           | [ 8 ]       |
| Sputnikmusic                  | 4.5/5       |
| Tom Hull                      | A           |

《Astral Weeks》는 북아일랜드의 싱어송라이터 밴 모리슨의 두 번째 스튜디오 음반이다. 이 곡은 1968년 9월과 10월에 뉴욕의 센츄리 사운드 스튜디오에서 녹음되었고 같은 해 11월 29일에 워너 브라더스 레코드에 의해 발매되었다.
이 음반의 음악은 포크, 블루스, 재즈, 클래식 스타일을 혼합하여 〈Brown Eyed Girl〉 (1967년)과 같은 모리슨의 이전 팝 히트곡의 사운드에서 급진적인 이탈을 예고한다. 가사와 커버 아트는 종종 그 가수의 후속 음반에 등장할 지상의 사랑과 천국을 동일시하는 상징성을 묘사한다. 그의 가사는 인상주의적이고, 최면술적이며, 근대주의자로서 묘사되어 온 반면, 음반은 연가곡이나 콘셉트 음반으로 분류되어 왔다.
《Astral Weeks》는 원래 모리슨의 음반사로부터 승진을 받지 못했고 소비자나 비평가들로부터 즉각적인 성공을 거두지 못했다. 모리슨의 편곡과 작사, 작곡에 대한 찬사와 함께 이 음반은 결국 크게 향상되었고, 이 음반은 록 음악의 가장 위대하고 가장 중요한 음반들 중 하나로 여겨져 왔다. 그것은 역사상 가장 좋은 음반의 수많은 널리 유포된 목록에 올랐고 듣는 사람과 음악가 모두에게 지속적인 영향을 끼쳤다.
음반 발매 40년 후, 모리슨은 2008년 11월, 두 번의 할리우드 볼 콘서트에서 8곡 전곡을 라이브로 처음으로 공연했다. 이 공연은 후에 라이브 음반 《Astral Weeks Live at the Hollywood Bowl》로 발매되었다.

## 배경
1968년 초, 밴 모리슨은 어떤 녹음 활동도 하지 못하게 한 뱅 레코드와의 계약 분쟁에 휘말리게 되었다. 이것은 이 음반사의 설립자인 버트 번스의 갑작스러운 죽음 후에 일어났다. 선천적인 심장 장애를 가지고 태어난 번스는 치명적인 심장 마비를 겪었고 1967년 12월 30일 뉴욕의 한 호텔 방에서 죽은 채로 발견되었다. 번스가 죽기 전에 그와 모리슨은 몇 가지 창조적인 어려움을 겪었다. 번스는 모리슨을 보다 팝 지향적인 방향으로 밀어붙였고 모리슨은 새로운 음악적 영역을 탐험하기를 원했다. 번스의 미망인 일린 번스는 모리슨과 이 갈등이 그녀의 남편의 죽음에 책임이 있다고 주장했다. 수년 후 그녀는 이 시나리오를 경시했지만 모리슨의 당시 여자친구였던 자넷 리그스비는 그 이후로 모리슨에 대한 일린 번스의 그에 따른 앙심을 녹음하기 시작했다.
버트 번스의 죽음 이후, 일린 번스는 뱅 레코드의 계약을 상속받았다. 모리슨의 음반 계약에 대한 연간 선택권 역시 번스의 장례식이 끝난 지 일주일도 채 지나지 않은 시점이었다. 법적으로 뱅 레코드에 구속된 모리슨은 스튜디오에 들어가지 않았을 뿐만 아니라 대부분의 클럽들이 보복이 두려워 그를 예약하지 않았기 때문에 뉴욕에서 공연하는 일을 찾을 수 없었다(버트 번스는 조직 범죄와의 연관성으로 악명이 높았고, 그러한 연관성은 번스가 죽은 후에도 뱅 레코드를 떠나려고 하는 모리슨과 닐 다이아몬드와 같은 예술가들에게 여전히 영향을 미쳤다). 그 후 일린 번스는 그녀의 사망한 남편이 모리슨 (아직 영국 시민)을 뉴욕에 머물게 하기 위한 적절한 서류를 제출하는 것을 게을리 했다는 것을 발견하고 모리슨을 추방하려는 시도로 이민국 및 귀화국에 연락했다. 하지만, 모리슨은 자넷 릭스비가 그와 결혼하기로 동의했을 때 미국에 머물 수 있다. 일단 결혼한 후, 모리슨과 릭스비는 매사추세츠주 케임브리지로 이사했고, 그곳에서 그는 지역 클럽에서 공연하는 일을 발견했다. 모리슨은 블루스 넘버와 《Blowin' Your Mind!》의 노래와 모리슨의 뎀 밴드 시절의 노래와 함께 공연을 시작했다. 음악가들 중 두 명은 곧 떠났지만 모리슨은 버클리 음대의 학생인 베이시스트 톰 키엘바니아를 유지했다. 모리슨은 어쿠스틱 사운드를 시도하기로 결심했고, 그와 키엘바니아는 모리슨이 기타를 연주하고 키엘바니아가 업라이트 베이스로 연주하는 어쿠스틱 듀오로서 보스턴 지역의 커피 하우스에서 공연을 시작했다. 이것 이전에 모리슨은 주로 전기 음악가들과 함께 녹음하고 공연했다. 음향 매체는 그에게 "더 큰 즉흥 보컬 연주와 더 자유롭고 포크적인 느낌"을 제공할 것이다.

## 곡 목록
모든 곡들은 밴 모리슨에 의해 작사/작곡하였다.
| #  | 제목              | 재생 시간 |
| -- | ----------------- | --------- |
| 1. | 〈Astral Weeks〉  | 7:06      |
| 2. | 〈Beside You〉    | 5:16      |
| 3. | 〈Sweet Thing〉   | 4:25      |
| 4. | 〈Cyprus Avenue〉 | 7:00      |

| #  | 제목                        | 재생 시간 |
| -- | --------------------------- | --------- |
| 1. | 〈The Way Young Lovers Do〉 | 3:18      |
| 2. | 〈Madame George〉           | 9:45      |
| 3. | 〈Ballerina〉               | 7:03      |
| 4. | 〈Slim Slow Slider〉        | 3:17      |

## 인증
| 국가                                                            | 인증     | 판매량/출하량 |
| --------------------------------------------------------------- | -------- | ------------- |
| 스페인 (PROMUSICAE)                                             | 골드     | 50,000^       |
| 영국 (BPI)                                                      | 플래티넘 | 300,000       |
| 미국 (RIAA)                                                     | 골드     | 500,000^      |
| ^출하량을 기반으로 한 인증 · 판매량+스트리밍을 기반으로 한 인증 |          |               |